# Власівка (Полтавський район)
Вла́сівка — село в Україні, у Зіньківській міській громаді Полтавського району Полтавської області. Населення становить 607 осіб. Колишній центр Власівської сільської ради.

## Географія
Село Власівка знаходиться на березі річки Ташань, вище за течією на відстані 4 км розташоване місто Зіньків, нижче за течією на відстані 1 км розташоване село Дадакалівка. До села примикає лісовий масив (сосна).

## Населення

### Мова
Розподіл населення за рідною мовою за даними перепису 2001 року:
| Мова       | Кількість | Відсоток |
| ---------- | --------- | -------- |
| українська | 598       | 98.52%   |
| російська  | 9         | 1.48%    |
| Усього     | 607       | 100%     |

## Історія
У 1723 р. в селі була збудована перша церква.
Жертвами голодомору 1932—1933 років стало 203 особи.
12 червня 2020 року, відповідно до розпорядження Кабінету Міністрів України № 721-р «Про визначення адміністративних центрів та затвердження територій територіальних громад Полтавської області», село увійшло до складу Зіньківської міської громади.
19 липня 2020 року, в результаті адміністративно - територіальної реформи та ліквідації Зіньківського району, село увійшло до складу новоутвореного Полтавського району Полтавської області.
2022 року декілька раз над селом пролітали ракети. 26 січня над селом пролітав вертоліт з ракетами невідомого походження.

## Економіка
- ПП АФ «Ташань».

## Об'єкти соціальної сфери
1. Школа I-II ст.
2. Клуб.
3. Стоматолог.
4. Магазин.
5. Пошта.

## Визначні місця
- Свято-Троїцька церква
- Санаторій «Сосновий бір» з джерелом мінеральної води «Ташань».
- Братська могила радянських воїнів
- Пам'ятник жертвам голодомору 1932—1933 рр.

## Односельці
- Павленко Павло Панасович, 1896 р. н., с. Власівка Зіньківського р-ну Полтавської обл., українець, із селян, освіта початкова. Проживав у м. Фрунзе (Киргизька РСР). Робітник м'ясокомбінату. Заарештований 22 квітня 1942 р. Засуджений Військовим трибуналом Фрунзенського гарнізону Середньо-Азіатського ВО 5 листопада 1942 р. за ст. 58-10 ч. 2 КК РРФСР до розстрілу. Верховним Судом СРСР 18 грудня 1942 р. розстріл замінено на 10 років позбавлення волі з поразкою в правах на 5 років. Реабілітований Полтавською обласною прокуратурою 27 грудня 1994 р.[6]